# Josef Zäuner
Josef Zäuner (* 2. Mai 1890 in Augsburg; † 10. Januar 1950 in Baar) war ein bayerischer Politiker der KPD und antifaschistischer Widerstandskämpfer.

## Leben
Beruflich war Josef Zäuner als Fabrikarbeiter tätig. Am 31. Januar 1924 wurde er für die VKPD Abgeordneter des Bayerischen Landtags als Nachfolger des ausgeschiedenen Franz Auweck.
Wegen seiner politischen Tätigkeit im Widerstand gegen den Nationalsozialismus war er vom 14. März 1933 bis zum 8. Mai 1933 im Gerichtsgefängnis Eichstätt inhaftiert und anschließend bis 1935 im KZ Dachau in Schutzhaft. Als „Arbeitsfeldwebel“ zeichnete er sich in Dachau dadurch aus, dass er Schikanen und Misshandlungen von anderen Häftlingen abwehrte. Dafür wurde er im August 1933 für fünf Monate in den Arrestbunker gesteckt.
1936 gelang es ihm, nach Frankreich zu fliehen. Von 1937 bis 1938 unterstützte er als Mitglied der republikanischen Armee im Spanischen Bürgerkrieg den Kampf gegen Franco und dessen faschistische Helfer. Nach der Niederlage der Republikaner kehrte er im August 1938 nach Frankreich zurück, von wo er im April 1940 nach Nordafrika „abtransportiert“ wurde. Im April 1947 kehrte er nach Bayern zurück. Von 1948 bis 1950 war er ehrenamtlicher Bürgermeister der Gemeinde Baar.